# Пам'ятник жертвам Проскурівського погрому
Пам'ятник жертвам Проскурівського погрому  — пам'ятник приурочений пам'яті жертв єврейського погрому у Проскурові, вчиненого у лютому 1919 року силами вірних Директорії військ (Запорізька бригада, 3-й Гайдамацький полк, інші війська)

## Подія
У 1919 році, враховуючи стратегічне значення Проскурівського залізничного вузла, у місті було сконцентровано велику кількість військ Директорії Української Народної Республіки. На початку лютого в місто ввійшла козача бригада на чолі з отаманом Семесенком і третій гайдамацький полк, відомий єврейськими погромами. 15 лютого вони швидко придушили збройне повстання проти Директорії, а потім почали розправлятися із єврейським населенням. В історичній літературі ця страшна подія названа Проскурівською кривавою банею, яка забрала життя 1600 євреїв. Сиротами залишились 960 дітей. Пам'ятник жертвам погрому встановлено у 1925 році (м. Хмельницький вул. Святослава Хороброго). В останні роки пам'ятник було реставровано.

## Історія пам'ятника
Пам'ятник жертвам проскурівського погрому 1919 року було встановлено в Проскурові в 1925 році за кошти єврейської общини та спонсорів у місті Хмельницький на місці братської могили по вулиці Льва Толстого. Там також поховані жертви Фельштинського погрому. Цей монумент є унікальним: ніде в Україні більше немає пам'ятника пам'яті жертв єврейських погромів. Наприкінці ХХ століття монумент, присвячений пам'яті жертв проскурівського погрому, виявився під загрозою руйнування. Але завдяки зусиллям громади та Хмельницького благодійного фонду «Хесед Бешт» він був реконструйований і збережений для майбутніх поколінь.
Бронзові барельєфи виконав хмельницький скульптор Костянтин Коржев.

## Вандалізм
Акт вандалізму щодо пам'ятнику жертвам Проскурівського погрому в 2014 році відбувся вперше за всю історію його існування. До того жодних написів будь-якого характеру або навмисного псування пам'ятнику чи елементів території довкола не відбувалося. У ніч з 27 на 28 березня невідомими особами було пошкоджено північну частину пам'ятнику, яка виходить безпосередньо на вулицю Л. Толстого. Аерозольною фарбою зловмисниками було нанесено два малюнки — «кельтський хрест» із цифрами 14/88 та «ідею нації».